# Hôtel de Lauzun

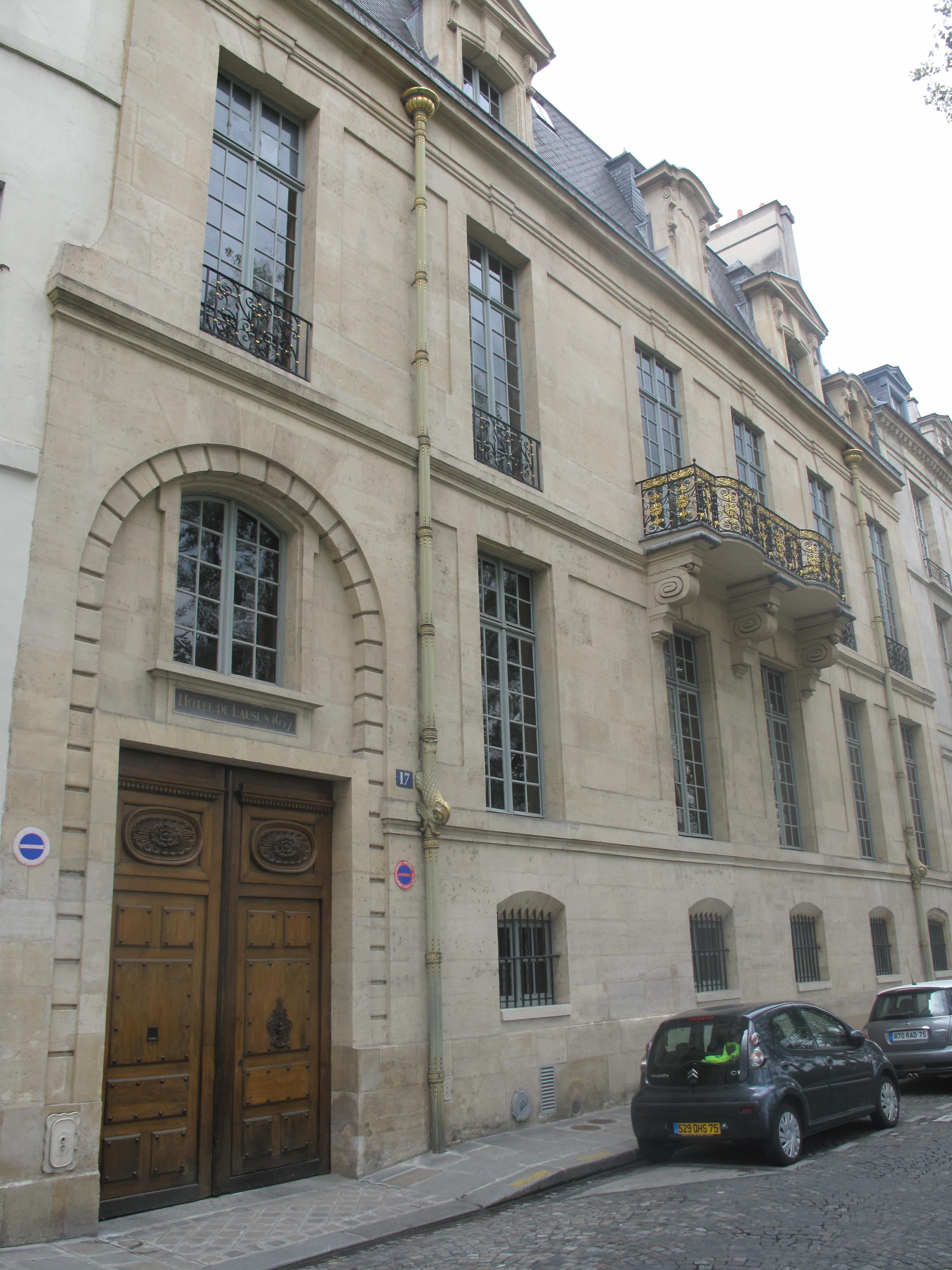
Hôtel de Lauzun

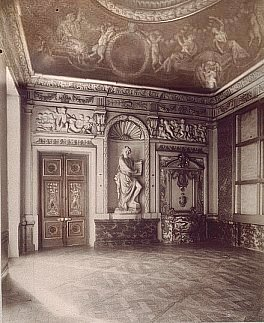
Hôtel de Lauzun, Aufnahme aus dem 19. Jahrhundert

Das Hôtel de Lauzun (auch als Hôtel Pimodan bezeichnet) auf der Île Saint-Louis, einer Flussinsel der Seine im Zentrum von Paris, ist ein Hôtel particulier im 4. Arrondissement. Das im 17. Jahrhundert erbaute Gebäude befindet sich am quai d'Anjou no. 17. Das Hôtel de Lauzun ist seit 1906 als Baudenkmal (Monument historique) geschützt.

## Geschichte
Das Hôtel de Lauzun wurde zwischen 1650 und 1658 nach den Plänen des Architekten Louis Le Vau für Carles Gruyn, Seigneur des Bordes, errichtet. Über dem Portal ist auf schwarzem Marmor die Inschrift „Hôtel de Lausun 1657“ angebracht. Die Bemalung der Räume stammt von den Künstlern Sébastien Bourdon, Charles Le Brun, Eustache Le Sueur und Pierre Patel. 1682 kaufte Antonin Nompar de Caumont, Herzog von Lauzun, das Gebäude, das nach ihm benannt wurde.
Der Dichter Charles Baudelaire wohnte von 1843 bis 1845 in einer kleinen Dachwohnung des Hauses „mit Blick auf den Innenhof“. Sein Freund Théophile Gautier wohnte im selben Haus.
Zwischen 1844 und 1849 trafen sich im Hôtel Pimodan zahlreiche Wissenschaftler, Literaten und Künstler. Théophile Gautier und Jacques-Joseph Moreau de Tours hatten dort den „Club des Hachichins“ gegründet, dem u. a. Charles Baudelaire, Alexandre Dumas, Eugène Delacroix, Honoré de Balzac und Gérard de Nerval angehörten. Im Rahmen einer monatlichen Zusammenkunft bei dem Maler Fernand Boissard, der ebenfalls im Hôtel Pimodan wohnte, führten die Mitglieder des Clubs unter der Anleitung von Dr. Moreau Selbstversuche mit Haschisch durch. Gautier gibt in seinem gleichnamigen Essay Les Club des Hachichins eine ausführliche Beschreibung des Gebäudes: „Der Salon war ein gewaltiger Saal mit einer geschnitzten und vergoldeten Wandtäfelung, einem Deckengemälde, dessen Friese Satyrn zeigten, die Nymphen durchs Schilf jagten, einem riesigen Kamin aus buntem Marmor und wallenden Vorhängen aus Brokat. Hier spürte man den Überfluss und Reichtum längst vergangener Zeiten. Bestickte Stühle, Kanapees, Bergèren und Polsterbänke, die einst den Kleidern von Herzoginnen und Marquisen ausreichend Platz geboten hatten, nahmen die Haschischesser auf und hießen sie mit weichen und offenen Armen willkommen.“
Das Hôtel de Lauzun ist seit 1928 im Besitz der Stadt Paris, die es für offizielle Empfänge nutzt. Die renovierten prachtvollen Räume können besichtigt werden.